# Kirchbach in Steiermark
Pour les articles homonymes, voir Kirchbach (homonymie).
Kirchbach in Steiermark est une ancienne commune autrichienne du district de Südoststeiermark en Styrie. 
Au premier janvier 2015, elle a fusionné avec Zerlach pour former la municipalité nouvelle de Kirchbach-Zerlach.